# Skrivnost Šimnove smrti
Mile Pavlin je leta 1971 napisal vojni roman Skrivnost Šimnove smrti.

### Zgodba
Dogajanje romana je postavljeno v čas po 2. svetovni vojni. Prvoosebni pripovedovalec je mlad vojak, ki je preživel mladost v partizanih. Službuje v vasici blizu Zagreba, vsak vikend pa se brez dovoljenja komandanta, skupaj s tovariši, vrača domov, v Ljubljano. Na enem izmed obiskov Ljubljane sreča znanega moškega majhne postave, predolgih rok, ploščatega obraza in z izboklino na hrbtu. Zaradi grbe ga pripovedovalec imenuje Grbavec, njegov uradni vzdevek pa je Šimen. Njegovega pravega imena ne izvemo. Spoznala sta se že med vojno, saj sta bila oba partizana, čeprav je imel Šimen višji čin. Nekaj dni po pogovoru s Šimnom pripovedovalca pokličejo na zaslišanje o Šimnovem samomoru. Ker mu je vse skupaj sumljivo, hoče razložiti razloge za Šimnovo dejanje. 
O Šimnu poročajo ljudje, ki so imeli z njim slabe izkušnje. Od njih izvemo, da je zaradi občutkov manjvrednosti postajal čedalje bolj nasilen in neusmiljen do drugih. Večji del 2. svetovne vojne je deloval na Pohorju. Močno si je želel ženske, vendar so ga zaradi grbe in surovega vedenja zavračale. Ženske so bile njegova šibka točka, kar so izkoristili Nemci. Podtaknili so mu vohunko Ireno, ki ga je izkoriščala za pridobivanje informacij iz partizanskih štabov. Spoznanje, da je postal izdajalec, ga je še bolj potlačilo. Močno ga je prizadelo, ko so Nemci Ireno ubili, postal je depresiven. Misel nanjo je bila tako močna, da je bil pri vojaških akcijah nezbran in je deloval nezainteresirano, kar je zbudilo sum njegovih tovarišev. Pripovedovalci trdijo, da je bil on kriv za vrsto partizanskih neuspehov. Še naprej je deloval kot nemški agent, saj se je bal, da ga bodo ubili, če ne bi izpolnjeval njihovih ukazov. Krmaril je med dvema ognjema in se večkrat močno opekel. Zaradi svoje paranoje je pobijal soborce in pristaše. 
Po vojni so ga oblasti zaradi njegove nepredvidljivosti in problemov z ženskami neprestano selile iz kraja v kraj. Vedno je imel pomembno funkcijo v državnih ustanovah, saj je bil izobražen in zelo inteligenten. Svoje delo je opravljal vestno in v zgled drugim, vendar so se ga sodelavci izogibali, ker je bil surov in do vseh nezaupljiv. Njegov največji strah so bili Nemci, za katere je bil prepričan, da se bodo vrnili in mu še naprej grenili življenje. Bal se je razkrinkanja in zaporne kazni. Prav zaradi teh strahov je postajal tudi sam sumljiv. Deležen je bil neprestanega nadzora. Zanemarjal je delo in zapil vse, kar je zaslužil. 
Perspektiva na dogodke se popolnoma spremeni, ko o njih pripoveduje Šimen sam. Kljub temu se pokaže, da pripovedovalci niso lagali, saj so dogodki, ki jih Šimen opisuje, enaki. Šimen pojasni svoje razloge za dejanja in se mu niti ne sanja, da je bil  v očeh drugih popolnoma drugačen, kot bi si želel, da bi bil. Pokaže se kot intelektualec, v skrbeh za druge, predvsem za narod. Mestoma deluje shizofreno, saj v opisovanju svojih doživetij pogosto omenja, da se ni prepoznal. Včasih je zmožen ljubiti in sovražiti naenkrat. Boji se samega sebe in velikokrat razmišlja o samomoru, ampak ko dejanje želi izvršiti, iz njega izhlapi »slabič«. Spozna, da kljub vsemu še vedno ljubi življenje. Komunistične oblasti mu podtikajo ženske, spet na drugi strani mu tuji vohuni poleg žensk ponujajo tudi dobro plačo. Znova se pokaže njegova razdvojenost, ki ga vedno bolj uničuje. Misli na samomor so vedno pogostejše in na koncu usodno dejanje le izvrši. 
Roman zastavlja vprašanja o manjvrednostnih kompleksih, družbeni nesprejetosti in samomoru.

### Kritika in literarna zgodovina
O romanu Skrivnost Šimnove smrti ni bila najdena nobena kritika.